# Karl Otto Krause
Wilhelm Karl Otto Krause (* 22. Januar 1874 in Königsberg, Preußen, Deutsches Reich; † 30. Januar 1940 in Berlin) war ein deutscher Theaterdirektor und Theaterregisseur, Filmregisseur und Filmproduzent, Drehbuchautor, Komponist und zur Zeit des Stummfilms ein Pionier des Gesangs- und Musikfilms.

## Leben und Wirken
Der Sohn des Maurermeisters Friedrich Krause und seiner Frau Minna, geb. Lemke, kam wohl noch vor der Jahrhundertwende zum Theater und wirkte zu Beginn des 20. Jahrhunderts in den letzten Jahren vor dem Ersten Weltkrieg als langjähriger Direktor (zuletzt in Zusammenarbeit mit Albrecht Höpfner) und Oberregisseur des Stadttheaters von Liegnitz. Im Juni 1916 wurde Krause an der Seite von Josef Max Jacobi Geschäftsführer der DELOG, der Deutschen Lichtspiel-Opern-GmbH (1916–1919), und zugleich deren musikalischer Leiter.  Mit einer 39-minütigen Kurzfassung von Cavalleria Rusticana, der italienischen Oper von Domenico Monleone und Pietro Mascagni, legte Krause 1917 seine erste Musikfilm-Regie vor. Für die Hauptrolle dieser Jakob-Beck-Produktion der DELOG konnte er den bekannten dänischen Opernsänger Paul Hansen vom Deutschen Opernhaus in Berlin-Charlottenburg gewinnen, der hiermit gleichfalls sein Filmdebüt gab. Auch Krauses nächste Musikfilm-Inszenierung, Wer nicht in der Jugend küßt (1918), war eine Beck-DELOG-Produktion.
1919 gründete er eine eigene Produktionsfirma, die Berliner Karl Otto Krause-Film, und inszenierte noch im selben Jahr mit Das alte Lied seine erste eigene Filmproduktion. Zu hören waren hier unter anderem Gesangsstücke aus Werken Giuseppe Verdis und Richard Wagners (der Tannhäuser). Hier bediente sich Krause des bereits 1910 patentierten Synchronisierverfahren nach dem so genannten Beck-Patent. Bis 1926 drehte Krause eine Reihe weiterer Singfilme bis sich dieses Genre in der Umbruchsphase vom Stumm- zum Tonfilm überlebt hatte. Im Juli 1933 startete der Stummfilmer Karl Otto Krause seinen einzigen Tonfilmversuch, als er mit sehr geringfügigen Mitteln den Musikfilm Liebesfrühling realisierte. Er scheiterte damit auf ganzer Linie, denn längst hatten Musikfilmkomödien wie Die Drei von der Tankstelle und Der Kongreß tanzt oder solche mit Operettenstar Richard Tauber (Das Land des Lächelns) bereits das Genre revolutioniert. Seitdem nicht mehr beschäftigt, erhielt der Kinoveteran im Dritten Reich von der Goebbels-Stiftung Künstlerdank eine Gratifikation zugesprochen. Karl Otto Krause starb gut eine Woche nach seinem 66. Geburtstag in Berlin.

## Filmografie
- 1917: Cavalleria Rusticana (Regie)
- 1918: Wer nicht in der Jugend küßt (Regie, Komposition)
- 1918: Der Waffenschmied (Drehbuch, Komposition)
- 1919: Wenn Männer streiken (Komposition)
- 1919: Das alte Lied (Regie, Produktion, Drehbuch, Komposition)
- 1920: Zigeunerblut (Regie, Produktion, Co-Drehbuch, Musik)
- 1921: Der Spielmann (Regie, Produktion, Drehbuch)
- 1922: Es kommt der Tag (Regie, Co-Drehbuch, Produktion)
- 1923: Der Geigerkönig (Regie, Drehbuch, Produktion)
- 1924: Weißt Du noch …?. Der Spielmann, 2. Teil (Regie, Co-Drehbuch, Produktion)
- 1925: Künstlerliebe (Regie, Drehbuch, Produktion)
- 1925: Wir armen, kleinen Mädchen (Regie, Drehbuch, Produktion)
- 1926: Ich hab‘ Dich lieb (Regie, Drehbuch, Produktion)
- 1929: Einmal um Mitternacht (Regie, Drehbuch, Produktion)
- 1933: Liebesfrühling (Regie, Drehbuch, Produktion, Musik)